# Dallwatsonia
Dallwatsonia là một chi thực vật có hoa trong họ Hòa thảo (Poaceae).

## Loài
Chi Dallwatsonia gồm các loài: